# Liste der Monuments historiques in Droiturier
Die Liste der Monuments historiques in Droiturier führt die Monuments historiques in der französischen Gemeinde Droiturier auf.

## Liste der Bauwerke
| Bezeichnung       | Beschreibung              | Standort                                   | Kennzeichnung | Schutzstatus | Datum | Bild           |
| ----------------- | ------------------------- | ------------------------------------------ | ------------- | ------------ | ----- | -------------- |
| Kirche St-Nicolas | Erbaut im 12. Jahrhundert | (Lage)                                     | PA00093088    | Inscrit      | 1935  | weitere Bilder |
| Römische Brücke   | gallo-römisch             | Maison Neuve Chemin de Sans Chagrin (Lage) | PA00093089    | Inscrit      | 1984  | weitere Bilder |
| Brücke            | Erbaut 1752               | (Lage)                                     | PA00093090    | Inscrit      | 1978  | weitere Bilder |

## Liste der Objekte
| Bezeichnung | Beschreibung                                          | Standort                        | Kennzeichnung | Schutzstatus | Datum | Bild |
| ----------- | ----------------------------------------------------- | ------------------------------- | ------------- | ------------ | ----- | ---- |
| Wandmalerei | 18. Jahrhundert und erste Hälfte des 19. Jahrhunderts | in der Kirche St-Nicolas (Lage) | PM03001497    | Inscrit      | 1996  |      |